# Хварваран
Хварваран (среднеперс. Xwārwarān) известный также Сасанидский Ирак  — один из четырёх военных округов Сасанидской Империи, примерно соответствующий современному государству Ирак. Интенсивно орошаемое земледелие нижнего Тигра и Евфрата, а также их притоков, таких как Дияла и Карун, формировали основную ресурсную базу Сасанидов.

## Этимология
Арабский термин Ирак в то время ещё не использовался; в середине 6-го века Персидская Империя под управлением династии Сасанидов была разделена Хосровом I на четыре квартала, из которых западный, называемый Хварваран, включал в себя большую часть современного Ирака, и делился на провинции Мешан, Асуристан, Адиабена и Мидия. Термин Ирак широко используется в средневековых арабских источниках для обозначения центральных и южных областей современной Республики Ирак, в первую очередь как географический, а не политический термин, не подразумевая обозначения точных границ.
Территория современного Ирака к северу от Тикрита была известна в мусульманском мире как Аль-Джазира, что в переводе означает «остров» и берет свое название от «острова» между реками Тигр и Евфрат.
К югу и западу от Хварварана лежали Аравийские пустыни, где проживали в основном арабские племена, которые иногда признавали над собой власть Сасанидов.
До 602 года пустынная граница большого Ирана находилась под охраной буферного оседлого арабского государства Лахмидов, правивших Аль-Хирой. В этом году шахиншах Хосров II Парвиз сгоряча распустил государство Лахмидов, и граница Ирана оказалась открыта для вторжений кочевников. На севере западный округ был ограничен Византийской империей. Граница более-менее соответствовала современной сирийско-иракской границе и продолжалась на север по территории современной Турции, делая Нисибис (современный Нусайбин) Сасанидской приграничной крепостью, в то время как византийцам принадлежали Дара и близлежащая Амида (современный Диярбакыр).

## Этническое и религиозное разнообразие

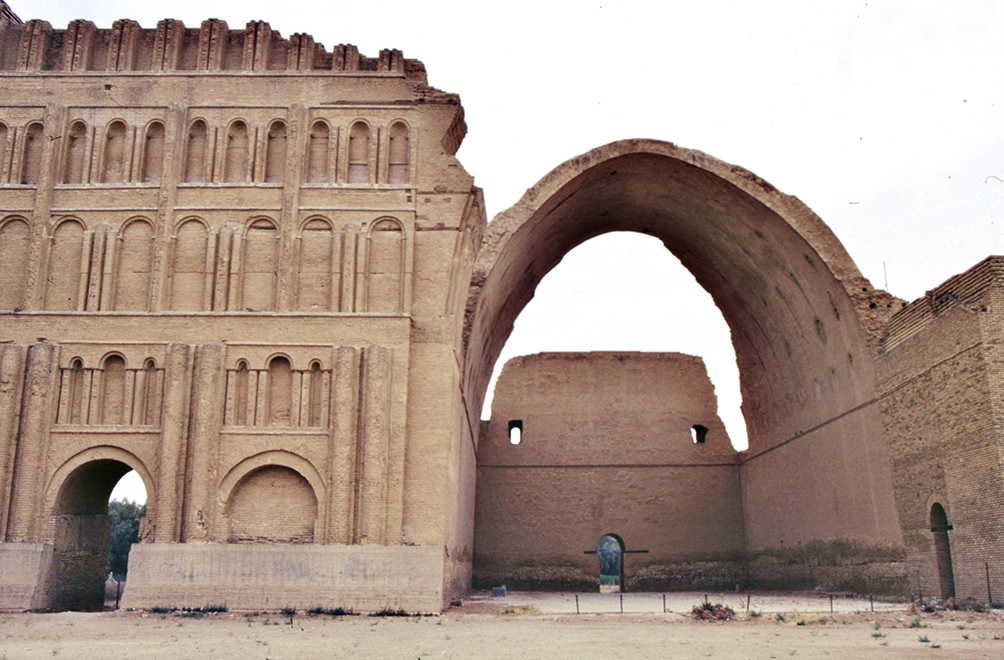
Арка Хосрова, последняя сохранившаяся часть шахского дворца в Ктесифоне

Население провинции было смешанным. Существовал аристократический и административный персидский высший класс, но большинство населения составляли арамеоязычные крестьяне и горожане. Провинцию также населяли общины Тази (арабов), большинство из которых жили как скотоводы вдоль западной границы оседлых земель, но некоторые из них были горожанами, особенно в Хире (Аль-Хира). Кроме того, существовало удивительно большое количество греков, в основном пленных, захваченных во время многочисленных сасанидских кампаний в Византийской Сирии.
Этническое разнообразие сопровождалось религиозным плюрализмом. Сасанидская государственная религия, зороастризм, была в значительной степени закрытой религией для иранцев. Остальная часть населения, особенно в Месопотамии и северных частях провинции, была христианами. Они были резко разделены по доктринальному принципу на монофизитов, связанных с Яковитской церковью Сирии, и несториан.
Несториане, обращенные из древней ассирийской религии и манихейства, были самым массовым христианским течением, и были терпимы сасанидскими шахами из-за их оппозиции к христианам Римской империи, которые считали несториан еретиками. Многие из иранских несториан были депортированы в южные провинции, расположенные к югу от Персидского залива, такие как Мишмахиг (современные Бахрейн и ОАЭ), Гаррхае (часть современной Саудовской Аравии, расположенной на берегу Персидского залива). К монофизитам относились с большим недоверием и время от времени преследовали, но обеим группам удалось развить церковную иерархию, и несториане имели важный интеллектуальный центр в Нисибисе. Территория вокруг древнего города Вавилон к этому времени имела большое иудейское население, потомков изгнанников из ветхозаветных времён, а также местных новообращённых. Кроме того, в южной части провинции существовало большое количество приверженцев старого вавилонского язычества, а также мандеев и гностиков.
В начале VII-го века стабильность и процветание этого многокультурного общества оказались под угрозой вторжения иностранной армии. В 602 Хосров II Парвиз начал последнюю иранскую кампанию против Византийской империи. Поначалу она была невероятно успешной; Сирия и Египет пали, и под угрозой оказался даже Константинополь. Позже положение стало меняться, и в 627—628 византийцы под предводительством Ираклия вторглись в Хварваран и разграбили императорскую столицу в Тисфуне (Ктесифон). Захватчики не оккупировали провинцию, но Хосров был дискредитирован, низложен и казнен.
Затем последовал период междоусобиц среди генералов и членов шахской семьи, которые оставили страну без явного руководства. Хаос также повредил ирригационные системы, и, вероятно, именно в это время территории на юге страны вновь превращаются в болота, оставаясь в таком состоянии до сих пор. Именно с этой опустошенной землей ранние мусульманские налетчики впервые вступили в контакт.

## Арабские завоевания и ранний исламский период
Первое столкновение между местными арабскими бедуинскими племенами и иранскими войсками скорее всего произошло в 634 году, когда арабы потерпели поражение в Битве у моста. Отряд численностью около 5000 мусульман под предводительством Абу 'Убейда Ат-Такафи был разгромлен иранцами. В 637 гораздо больший отряд арабских войск под предводительством Саада ибн Аби Ваккаса разбил основную иранскую армию в Битве у Кадисии и разорил Ктесифон. К концу следующего года (638), мусульмане захватили почти все западные провинции Ирана (современный Ирак), и последний сасанидский шах Йездигерд III бежал сначала в центральный, а затем в северный Иран, где был убит в 651.
Исламское завоевание сопровождалось массовой иммиграцией арабов из Восточной Аравии и Мазуна (Оман) в Хварваран. Вновь прибывшие поселенцы не рассеялись по провинции, а основали два новых укрепеленных города — Аль-Куфу рядом с древним Вавилоном и Басру на юге.
Смысл такого расселения состоял в том, что мусульманам предполагалось жить отдельной общиной воинов и их семей за счет налогов, которые платят местные жители. На севере Хварварана Мосул начал формироваться как самый важный город и место нахождения мусульманского правителя и гарнизона. Помимо той части иранской элиты и зороастрийских жрецов, отказавшихся принять ислам, и чья собственность была конфискована, большинство иранцев принял ислам и оставили за собой свои владения.
Хварваран стал провинцией арабского Халифата под новым названием Ирак.